# Angolas ambassad i Stockholm

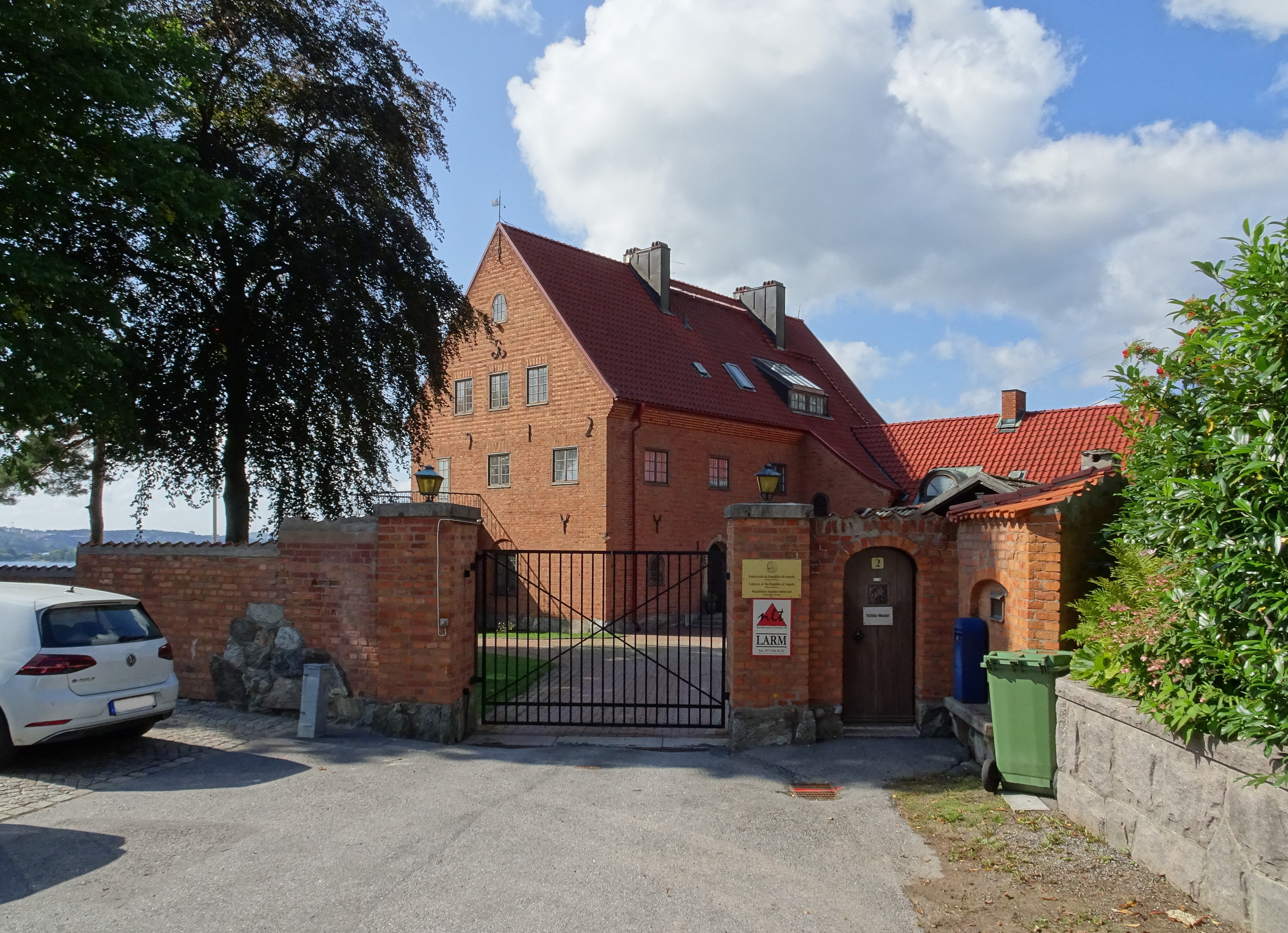
Villa Roskull, Lidingö.

Angolas ambassad i Stockholm är belägen på Skeppsbron 8 i Gamla stan i centrala Stockholm och fungerar som Angolas diplomatiska representation i Sverige, de nordiska länderna samt Estland och Litauen. Ambassadör sedan 2019 är Apolinário Jorge Correia. Ambassaden upprättades 1976 och diplomatkoden på beskickningens bilar är AG.

## Byggnaden
Ambassaden är sedan 2002 inrymd i en kulturhistoriskt värdefull före detta bankfastighet på Skeppsbron 8 ritad av arkitekt Erik Josephson och uppförd 1901–1902 för Mälareprovinsernas enskilda bank. Ambassaden var inrymd i byggnaden mellan 1978 och 1983 men flyttade senare. Tidigare adresser för ambassaden är Malmskillnadsgatan 45 (1976–1977),  Hagagatan 1 (1984–1996) och Roskullsvägen 2, Lidingö (1996–2001). Ambassadörens residens är i Villa Roskull Roskullsvägen 2, Lidingö.

## Beskickningschefer
| Namn                           | Period    | Funktion   | Ackreditering                                                         |
| ------------------------------ | --------- | ---------- | --------------------------------------------------------------------- |
| Maria de Jesus Haller          | 1978–1982 | Ambassadör | Den första kvinnliga ambassadören för Angola.                         |
| Garcia Laurenco Vaz Contreiras | 1982–???? | Ambassadör |                                                                       |
| ?                              | ????–???? | Ambassadör |                                                                       |
| Domingos Culolo                | 2007–2011 | Ambassadör | Sidoackrediterad i Oslo, Köpenhamn, Helsingfors, Tallinn och Vilnius. |
| Brito António Sózinho          | 2011–2015 | Ambassadör | Sidoackrediterad i Oslo, Köpenhamn, Helsingfors, Tallinn och Vilnius. |
| Isaías Jaime Vilinga           | 2015–2019 | Ambassadör | Sidoackrediterad i Oslo, Köpenhamn, Helsingfors, Tallinn och Vilnius. |
| Apolinário Jorge Correia       | 2019–     | Ambassadör | Sidoackrediterad i Oslo, Köpenhamn, Helsingfors, Tallinn och Vilnius. |